# Клянчейка
Клянчейка — река в России, протекает по Верхнеуслонскому району Татарстана. Устье реки находится в 20 км от устья реки Сулицы по левому берегу. Длина реки — 16 км, площадь водосборного бассейна — 73,9 км².
Исток реки западнее деревни Клянчино в 13 км к западу от села Русское Макулово. Река течёт на восток, впадает в Сулицу в черте села Русское Макулово.

## Данные водного реестра
По данным государственного водного реестра России относится к Верхневолжскому бассейновому округу, водохозяйственный участок реки — Волга от Чебоксарского гидроузла до города Казань, без рек Свияга и Цивиль, речной подбассейн реки — Волга от впадения Оки до Куйбышевского водохранилища (без бассейна Суры). Речной бассейн реки — (Верхняя) Волга до Куйбышевского водохранилища (без бассейна Оки).
Код объекта в государственном водном реестре — 08010400712112100003153.